# 慶長出羽之戰
慶長出羽之戰（慶長出羽合戦）為日本戰國時代晚期的其中一場主要戰爭，與關原之戰同時期的一場主要戰鬥。由上杉軍智將直江兼續突襲最上軍開始，在長谷堂城對峙了半個月的時間，雙方形成了拉鋸戰，最終來自關原的戰報使直江兼續撤退，此戰結果對於東北地方的大名所領有很大的影響。

## 上杉討伐
自從上杉家突然大量徵召民伕，規模達八萬人，引起了附近的大名不滿，東北地方的戶澤盛政，越後的堀秀治先後向德川報告有叛意之心，當中秀治更指上杉景勝有意準備侵攻越後，奪回自己原來的領地。最終使德川家康命令上杉景勝立即上京，可是景勝的家臣直江兼續寫了回信，再由西笑兌承送到江戶，此即著名的直江狀，內容估計是謾罵為主，家康看到之以大怒，並說要準備對會津（上杉景勝的領地）進行討伐，期間伊達軍曾經對上杉支城白石城進行包圍。可是在八月二十九日東軍收到了石田三成等人攻擊伏見城的消息，家康決定回師向西阻止石田三成的侵略，雖然景勝沒有決定追擊，但是對於上杉家來說，算是解決了一場危機。伊達軍在這個時候撤退，伊達、最上和上杉表示和睦，可是對附近和睦的東北地區大名來說，仍然有暗湧存在。

## 上杉軍先發制人
可是，最上義光受到了伊達政宗和秋田實季的推舉行，有意進攻上杉的領地，目標是酒田城，當然這畔因為最上軍沒有沿海的據點，但是上杉軍已經事前察覺，在10月9日他回到米澤城進行軍議，一致決定向最上軍進攻，首先攻陷山形城附近的支城，然後再攻陷山形城。10月15日，上杉景勝出擊，總兵力2萬4000，加上支援隊下吉忠和志駄義秀兩人約三千左右，上杉軍主力，先向畑谷城進攻，畑谷城兵力只有五百，城主江口五兵衛，拒絕了上杉軍的勸降，當時提議義光回到山形城，在上杉軍猛攻下，10月21日，上杉軍佔領了畑谷城，城主江口五兵衛戰死。在同一天由最上軍由山形城派來的援軍也被上杉軍擊退，最上軍將領飯田播磨戰死，殘餘的兵力回到山形城。
同日，山形城的最上義光見這樣的情況，只好向伊達請求支援，派遣了他的長男最上義康為質到北目城向伊達政宗求援，伊達政宗最終答應，由留守政景負責支援。大概在這個時候，上杉軍的先鋒隊，開始對長谷堂城進行攻擊，直江的本陣就在管澤山駐守，其他部隊分面，上杉軍已將先後將谷地城、寒河谷城和白岩城攻陷，此外在上山城，受到了直江兼續的部將橫田旨俊和本村親盛的攻擊。最上義光仍然在山形城不遠的地區留意情況，當然他還有一個顧慮，小野寺義道可能會攻打山形城，山形城仍然有三千兵力駐守。

## 長谷堂城之戰
上山城方面，守將里見民部突襲本村親盛的部隊，使本村隊陷入了孤立狀態，最終上杉軍部將木村親盛戰死，而橫田刖撤退到中山城。在長谷堂攻城戰方面，長谷堂城位處一個小山丘，而且城內構造非常堅固，是一座易守難攻的城池，守將志村光安和鮭延秀綱約5000兵力防守（原先志村光安守军1000多人加上后来伊达政宗派出的援军3000多人），最上軍仍然堅守，使上杉軍沒有機會突入到城中。兩軍陷入了半個月的膠著狀態，期間伊達軍的援軍在10月28日抵達，在11月4日最上軍出城突擊進行反攻，前線將領上泉泰綱及他的部下岡谷備中和馬場次郎兵衛戰死。

## 撤退戰
11月5日關原地區戰果終於傳來，激勵了最上軍的士氣，伊達軍和最上義光親自追擊。直江兼續也收到了上杉景勝的書信，他知道這場戰爭再沒有意義。翌日，直江兼續命令全軍撤退。負責殿後的有當代傾奇者前田慶次和豬苗代城城主水原親憲，在他們的帶領下上杉軍雖然撤退，陣勢絲毫不亂，前田慶次還率領上杉軍衝殺最上義光軍本陣，還使追擊的最上軍受到重創，最上義光幾乎被流彈所傷，幸好子彈只是貫穿了他的鎧甲。在義康部隊的保護下，義光逃過了伏兵的攻擊，在上杉軍猛烈攻勢下，逼得最上義光撤退。11月9日直江兼續回到米澤城。最上軍也乘機佔領被攻略的領地。

## 戰後處理
- 最上義光成了最大贏家，家康為了制衡伊達家在奧羽的勢力，將最上所領由一個二十四萬石升至五十七萬石，新增的領地包括了一部份舊上杉領和加入西軍的小野寺義道的所有領地。
- 上杉景勝領地由一百二十萬大幅削減到三十萬，這三十萬的領地，正是這場戰爭總大將直江兼續所領的米澤城一帶的領地。
- 支援的伊達家由於當主伊達政宗趁亂在同為東軍的南部利直領地煽動一揆被揭發，領地只能由57萬微升到62萬。